# Drepanophiletis
Drepanophiletis is een geslacht van vlinders van de familie spinneruilen (Erebidae).

## Soorten
- D. castaneata Hampson, 1926
- D. hypocaloides (Holland, 1894)
- D. siderosticta (Holland, 1894)